# Râul Săcuieu
Râul Săcuieu sau Râul Hențu este un curs de apă, afluent al râului Crișul Repede. Acesta izvorăște din masivul Vlădeasa de la o altutudine de 1550 m și are o lungime de 41 km. Suprafața bazinului său hidrografic este de 227 km 2.

## Imagini

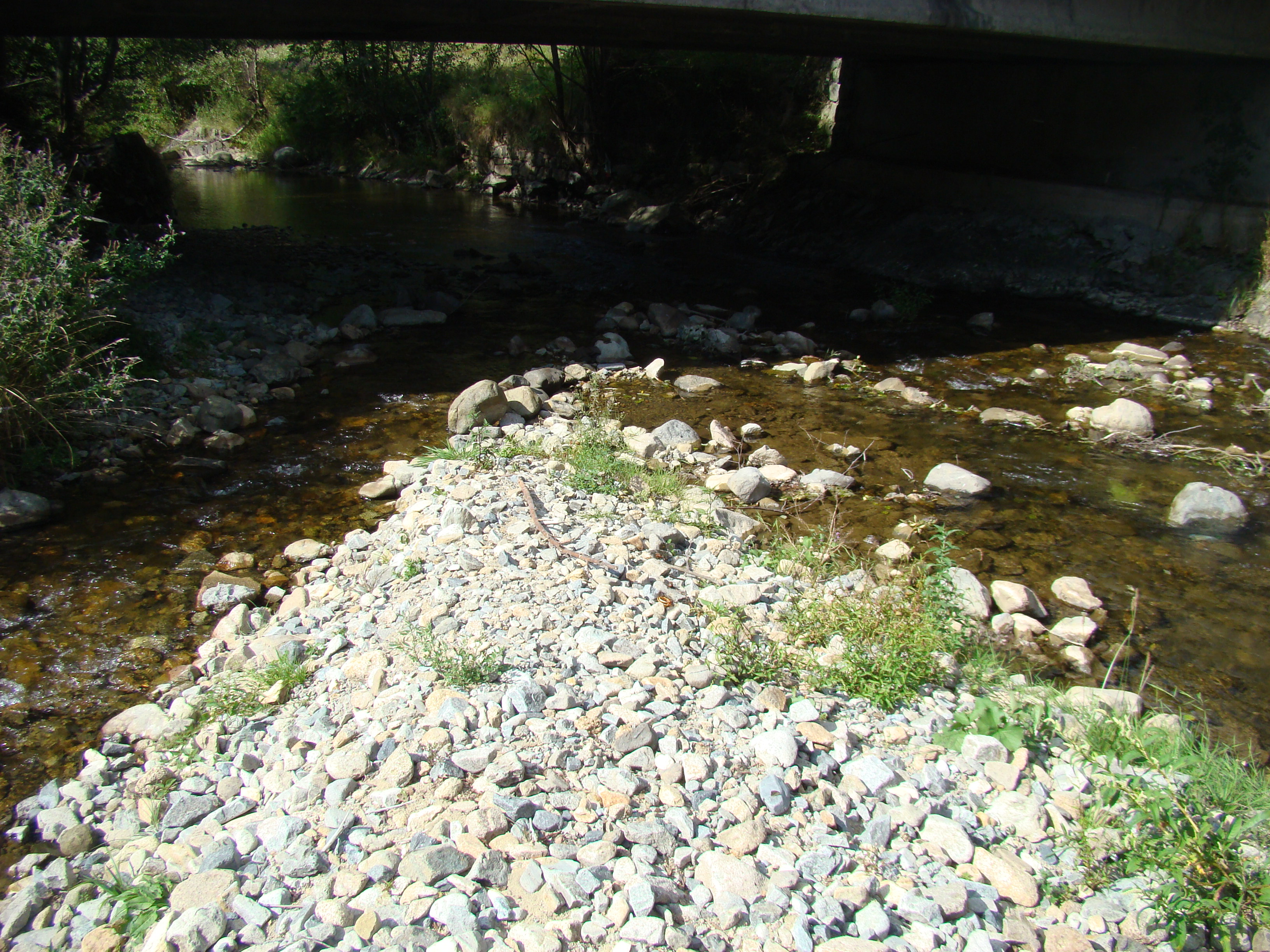
confluența cu afluentul de stânga Vișag

## Hărți
- Harta județului Cluj